# 愛麗絲·伍德洛夫
愛麗絲·伍德洛夫（Alice Woodroffe，1905年—20世紀），婚後改名R·J·蒂格（R. J. Teague），是一名英格蘭羽球運動員。
1932年，愛麗絲·伍德洛夫在威爾斯羽球國際賽獲得女子單打及女子雙打兩項冠軍。1933年，她贏得了全英羽球錦標賽和蘇格蘭羽球公開賽的女子單打冠軍。 1935年，她以R·J·蒂格的身份贏得愛爾蘭羽球公開賽女子單打冠軍。